# Distrito de Viana do Castelo
El distrito de Viana do Castelo es uno de los dieciocho distritos que, junto con Madeira y Azores, forman Portugal. Con capital en la ciudad homónima, limita al norte y este con España (Provincias de Orense y Pontevedra), al sur con Braga y al oeste con el océano Atlántico.
Pertenece a la provincia tradicional del Minho. Área: 2218,84 km² (el menor distrito portugués). Población residente (2011): 244 836 habs. Densidad de población: 110,34 hab./km².

## Subdivisiones
El distrito de Viana do Castelo se subdivide en los siguientes 10 municipios:
- Arcos de Valdevez
- Caminha
- Melgazo
- Monzón
- Paredes de Coura
- Ponte da Barca
- Ponte de Lima
- Valença
- Viana do Castelo
- Vila Nova de Cerveira